# Big Buck Bunny
Big Buck Bunny, também conhecida como Peach Open Movie, e A Rabbit's Revenge, é uma animação livre lançada em 2008 pela Blender Institute, subsidiária da Blender Foundation.

## Sinopse
A trama segue um dia da vida do "Big Buck Bunny" quando ele conhece três roedores bullies, Frank (o líder dos roedores), Rinky e Gamera. Os roedores se divertem assediando criaturas indefesas da floresta, jogando frutas e pedras contra elas. Após a morte de duas das borboletas favoritas do coelho, e um ataque contra o mesmo, o coelho deixa de lado sua natureza gentil e orquestra um plano complexo para vingar as duas borboletas.

## História
Com o sucesso do filme Elephants Dream, o Blender Institute, subsidiário da Blender Foundation, resolveu produzir uma nova animação, chamada Big Buck Bunny, também conhecida como Peach Project (do inglês Projeto Pêssego). Diferente da primeira animação da Blender Foundation, os criadores de Peach prometeram tornar Big Buck Bunny divertida, e não só como uma amostra das capacidades do Blender. O trabalho do filme iniciou-se em 1º de outubro de 2007, e foi concluído com sucesso em 30 de abril de 2008. O filme foi produzido suportado por doações, pré-vendas do DVD e patrocínios. Todo o filme está sob a licença da Creative Commons 3.0 Attribution License.
Junto do filme, a Blender Foundation tinha outros planos para 2008, como um novo jogo livre, o Apricot.
Assim como no projeto de animação livre anterior do Blender, os desenvolvedores do Blender trabalharam extensivamente para melhorar o software de acordo com as necessidades da equipe do filme. Melhorias foram feitas na renderização de pêlos e cabelo, sistema de partículas, mapeamento de textura, shading, renderização, restrições e skinning. Esses recursos foram liberados para o público na versão 2.46 do Blender.